# Estació de Sant Ildefons
Sant Ildefons és una estació de la L5 del Metro de Barcelona situada al barri de Sant Ildefons a Cornellà de Llobregat. sota l'avinguda de la República Argentina entre la plaça de Sant Ildefons i el carrer Camèlies al costat del mercat de Sant Ildefons
L'estació es va inaugurar el 1976 amb el nom de San Ildefonso fins que el 1982 amb la reorganització dels números de línies i canvis de nom d'estacions va adoptar el nom actual.
A més d'aquesta, Cornellà té dues estacions més de la L5 del Metro de Barcelona: Gavarra i Cornellà Centre on hi ha un intercanviador multimodal on coincideixen metro, rodalies, tram i autobusos. A més té dues estacions de la Línia Llobregat-Anoia de FGC: Almeda i Cornellà-Riera.
| Metro de Barcelona     |         |                                              |              |                        |
| Procedència/Destinació | <       | Línia                                        | >            | Procedència/Destinació |
| Cornellà Centre        | Gavarra | Logotip de la Línia 5 del metro de Barcelona | Can Boixeres | Vall d'Hebron          |

## Accessos
- Avinguda de la República Argentina
- Mercat de Sant Ildefons

## Autobusos
Als voltants de l'estació, a la superfície circulen diverses línies d'autobusos diürns i nocturns.
| Línia       | <<                                    | >>                            | Operador     | Observacions                          |
| ----------- | ------------------------------------- | ----------------------------- | ------------ | ------------------------------------- |
| Bus TMB     |                                       |                               |              |                                       |
| 67          | Cornellà (Estació d'Autobusos)        | Plaça Catalunya               | TMB          | Per Sant Ildefons i Avinguda Diagonal |
| Urbans      |                                       |                               |              |                                       |
| 94          | Cornellà (Barri Almeda)               | Cornellà (Barri Almeda)       | TMB          | Circular Sentit Horari                |
| 95          | Cornellà (Barri Almeda)               | Cornellà (Barri Almeda)       | TMB          | Circular Sentit Antihorari            |
| Interurbans |                                       |                               |              |                                       |
| L10         | Sant Just (Serveis Funeraris)         | El Prat (Sant Cosme)          | Rosanbus, SL |                                       |
| L46         | Cornellà (Av. Salvador Allende)       | Sant Just (Pl. Parador)       | Oliveras, SL |                                       |
| L74         | terminal                              | Sant Boi (Pl. Forces Armades) | Oliveras, SL | Per Carretera d'Esplugues             |
| L75         | terminal                              | Sant Boi (Pl. Forces Armades) | Oliveras, SL | Per Avinguda del Parc                 |
| L85         | L'Hospitalet (Ciutat de la Justícia)¹ | Gavà (Avinguda l'Eramprunyà)  | Mohn, SL     | Per Sant Ildefons                     |
| Nitbús      |                                       |                               |              |                                       |
| N15         | Barcelona (Pl. Portal de la Pau)      | Sant Joan Despí (Torreblanca) | Mohn, SL     |                                       |

1. L'autobús L85 només té com a capçalera L'Hospitalet (Ciutat de la Justícia) de dilluns a divendres feiners, la resta de dies té com a capçalera L'Hospitalet (Santa Eulàlia).